# Liste der Kardinalpriester von Santa Maria ai Monti
Folgende Kardinäle waren Kardinalpriester von Santa Maria ai Monti (lat.  Titulus Sanctae Mariae ad Montes):
- Rufino Jiao Santos (28. März 1960 – 3. September 1973)
- Jaime Lachica Sin (24. Mai 1976 – 21. Juni 2005)
- Jorge Liberato Urosa Savino (24. März 2006 – 23. September 2021)
- Jean-Marc Aveline (seit 27. August 2022)